# Anna Borucka-Cieślewicz
Anna Borucka-Cieślewicz (ur. 26 października 1941 w Zygmuntowie) – polska polityk, nauczyciel akademicki, posłanka na Sejm IV kadencji.

## Życiorys
Ukończyła studia na Wydziale Matematyki, Fizyki i Chemii Uniwersytetu im. Adama Mickiewicza, następnie uzyskała stopień doktora nauk matematycznych. Do czasu przejścia na emeryturę pracowała jako nauczyciel akademicki. Należy do Polskiego Towarzystwa Matematycznego. Działa w zarządzie Krajowego Związku Lokatorów i Spółdzielców w Koninie.
W latach 90. działała w ChDSP, potem należała do Stronnictwa Pracy. W wyborach samorządowych w 1998 bezskutecznie ubiegała się o mandat radnego Poznania z listy Akcji Wyborczej Solidarność. W 2004 objęła mandat posła IV kadencji z okręgu poznańskiego z listy Prawa i Sprawiedliwości (w miejsce wybranego do Parlamentu Europejskiego Marcina Libickiego). W wyborach parlamentarnych w 2005 bezskutecznie ubiegała się o reelekcję. W tym samym roku objęła mandat radnego Poznania za radnego Przemysława Alexandrowicza, który został senatorem.
W 2006 nie dostała się do rady miasta z lokalnego komitetu, w 2007 w przedterminowych wyborach parlamentarnych ponownie bez powodzenia kandydowała do Sejmu z listy PiS.